# Eupithecia extrinseca
Eupithecia extrinseca là một loài bướm đêm trong họ Geometridae.